# Betty Ingelsson
Betty Ingelsson, född Betty Petrea Usilia 21 oktober 1895 i Raus församling i Skåne, död 23 juni 1987 i Stockholm, var en svensk skådespelare.
Hon gifte sig 1927 med läkaren Gustaf Ramberg (1898–1954). Under sitt namn som gift, Betty Ramberg, blev hon medlem i Genealogiska Föreningen 1959 där hon var styrelseledamot 1964–1976 och kallades till hedersmedlem 1978.

## Filmografi
- 1925 – Öregrund-Östhammar
- 1925 – Polis Paulus' påskasmäll